# Quercus uxoris
Quercus uxoris és una espècie de roure que pertany a la família de les fagàcies i està dins de la secció dels roures vermells.

## Descripció
Quercus uxoris és un arbre caducifoli que pot créixer als 20-25 m d'alçada. El tronc pot arribar a fer 1 m o més. L'escorça és de color marró fosc. Les branques fan entre 2 a 4 mm de gruix, pubescent en primera groga, convertint sense pèl, de color marró vermellós, amb prominents lenticel·les pàl·lides. Les gemmes entre 2 a 4 mm de llarg, ovoides, punxegudes, sense pèl, de color cafè. De vegades, les estípules són persistents. Les fulles fan 10-25 per 4-10 cm, coriàcies, el·líptiques o ovades a obovades. L'àpex agut o acuminat, aristat, base arrodonida o atenuar subaguda, marge enrotllat gruixut, baix entre dents, 10-14 parells de pèls punxeguts. Les fulles joves amb toment groguenc i les fulles madures de color verd brillant, convertint glabres per sobre, excepte a prop de la base del nervi mitjà més pàl·lid per sota, groguenques amb flocs axil·lar, 9-14 parells de venes impressionat per sota de l'epidermis, verds pàl·lids, papiloses. El pecíol fa entre 1,5 a 3 cm de llarg, pubescent. Les flors són uns aments estaminats entre 6 a 12 cm de llarg, peludes, poques flors, flors pistilades, sols o en parelles. Les glans fan 1 cm de llarg per 1,5 cm d'ample, aplanades; tancades 1/3 o menys per una cúpula aplanada amb escates pubescents. Les glans maduren al cap de 2 anys.

## Distribució i hàbitat
Quercus uxoris és endèmic a Mèxic, als estats de Jalisco, Colima, Guerrero, Chiapas, i Oaxaca. Creix entre els 900 als 2500 m i prefereix llocs secs per créixer.

## Taxonomia
Quercus uxoris va ser descrita per Rogers McVaugh i publicat a Contributions from the University of Michigan Herbarium 9: 513. 1972.
Etimologia
Quercus: nom genèric del llatí que designava igualment al roure i a l'alzina.
uxoris: epítet llatí que significa dona, muller.